# 清水哲也 (医学者)
清水 哲也（しみず てつや、1928年〈昭和3年〉 - 2022年〈令和4年〉8月4日）は、日本の医学者（医学博士）・医師。第4代旭川医科大学長。旭川医科大学名誉教授。専門は、産婦人科学（特に体外受精及び不妊治療）。位階勲等は正四位瑞宝重光章。

## 人物
北海道寿都郡寿都町生まれ。1952年（昭和27年）北海道大学医学部卒業。同大学院医学研究科博士課程修了。同医学部産婦人科講座助教授。米国ワシントン州立大学医学部に留学を経て、1974年（昭和49年）旭川医科大学医学部教授。1991年（平成3年）旭川医科大学学長に就任。1997年（平成9年）旭川医科大学退官。同名誉教授。2004年（平成16年）春の叙勲で、瑞宝重光章を受章。2022年（令和4年）8月4日、死去。死没日付で叙正四位。
この他、日本超音波医学会会長、日本受精着床学会会長、日本不妊学会会長を歴任。
日本超音波医学会指導医の資格も持ち、1989年北海道で初めて体外受精児の出産を成功させた。

## 主な受賞歴
- 北海道医師会賞
- 北海道知事賞

## 栄典
- 2004年（平成16年）4月29日 - 瑞宝重光章[5][3]
- 2022年（令和4年）8月4日 - 正四位[4]

## 著書
- 『最新医学略語辞典』（共編, 中央法規出版, 1987年初版・2005年第4版）